# Adriana Fernández
Adriana Fernández Miranda  (née le 4 avril 1971 à Mexico) est une athlète mexicaine, spécialiste du fond.  Elle a remporté quatre titres aux Jeux panaméricains. Avec un registre allant du 1 500 mètres au marathon, elle a remporté de nombreuses médailles continentales et détient plusieurs records nationaux.

## Biographie

### Palmarès
| Date | Compétition                                      | Lieu           | Résultat | Épreuve  | Performance    |
| ---- | ------------------------------------------------ | -------------- | -------- | -------- | -------------- |
| 1993 | Championnats d'Amérique centrale et des Caraïbes | Cali           | 2e       | 1 500 m  | 4 min 27 s 16  |
| 1993 | Championnats d'Amérique centrale et des Caraïbes | Cali           | 2e       | 3 000 m  | 9 min 34 s 73  |
| 1993 | Jeux d'Amérique centrale et des Caraïbes         | Ponce          | 2e       | 3 000 m  | 9 min 18 s 93  |
| 1995 | Jeux panaméricains                               | Mar del Plata  | 1re      | 5 000 m  | 15 min 46 s 32 |
| 1995 | Championnats d'Amérique centrale et des Caraïbes | Guatemala      | 2e       | 1 500 m  | 4 min 31 s 84  |
| 1995 | Championnats d'Amérique centrale et des Caraïbes | Guatemala      | 1re      | 5 000 m  | 16 min 34 s 3  |
| 1998 | Jeux d'Amérique centrale et des Caraïbes         | Maracaibo      | 2e       | 5 000 m  | 16 min 44 s 60 |
| 1998 | Jeux d'Amérique centrale et des Caraïbes         | Maracaibo      | 1re      | 10 000 m | 34 min 04 s 16 |
| 1999 | Jeux panaméricains                               | Winnipeg       | 1re      | 5 000 m  | 15 min 56 s 57 |
| 2002 | Championnats ibéro-américains                    | Guatemala      | 1re      | 5 000 m  | 16 min 25 s 25 |
| 2003 | Jeux panaméricains                               | Saint-Domingue | 1re      | 5 000 m  | 15 min 30 s 65 |
| 2003 | Jeux panaméricains                               | Saint-Domingue | 1re      | 10 000 m | 33 min 16 s 05 |

### Records
| Épreuve       | Performance         | Lieu      | Date             |
| ------------- | ------------------- | --------- | ---------------- |
| 1 500 m       | 4 min 15 s 96       | Xalapa    | 13 juin 2003     |
| 3 000 m       | 8 min 53 s 53       | Portland  | 25 juin 2000     |
| 5 000 m       | 15 min 04 s 32      | Portland  | 17 mai 2003      |
| 10 000 m      | 31 min 10 s 12      | Brunswick | 1er juillet 2000 |
| Semi-marathon | 1 h 9 min 28 s (RN) | Kyoto     | 9 mars 2003      |
| Marathon      | 2 h 24 min 6 s      | Londres   | 18 avril 1999    |